# Long Gutiérrez
Long Yuan Miguel Gutiérrez Feng, född 23 februari 1995, är en mexikansk simmare.
Gutiérrez tävlade för Mexiko vid olympiska sommarspelen 2016 i Rio de Janeiro, där han blev utslagen i försöksheatet på 100 meter fjärilsim.